# Canottaggio ai Giochi della IX Olimpiade - Quattro senza maschile
La competizione del quattro senza maschile dei Giochi della IX Olimpiade si è svolta dal 3 al 10 agosto 1928 a Sloten, Amsterdam.

## Risultati

### 1 turno
Si disputò il 3 agosto i vincitori al secondo turno, i perdenti ai recuperi.
| Pos. | Nazione     | Atleti                                                     | Tempo  |
| ---- | ----------- | ---------------------------------------------------------- | ------ |
| 1    | Italia      | Cesare Rossi, Pietro Freschi Umberto Bonadè, Paolo Gennari | 7'24"6 |
| 2    | Paesi Bassi | Simon Bon, Egbertus Waller Ansco Dokkum, Paul Maasland     | 7'35"8 |

| Pos. | Nazione     | Atleti                                                             | Tempo  |
| ---- | ----------- | ------------------------------------------------------------------ | ------ |
| 1    | Stati Uniti | Charles Karle, William Miller George Healis, Ernest Bayer          | 7'16"8 |
| 2    | Germania    | Heinrich Zänker, Wolfgang Goedecke Günther Roll, Werner Zschiesche | 7'21"0 |

| Pos. | Nazione       | Atleti                                                       | Tempo  |
| ---- | ------------- | ------------------------------------------------------------ | ------ |
| 1    | Gran Bretagna | John Lander, Michael Warriner Richard Beesly, Edward Bevan   | 7'44"2 |
| 2    | Francia       | Émile Lecuirot, Louis Devillié Albert Bonzano, Henri Bonzano | 7'58"2 |

### Recuperi 1 turno
Si disputarono il 4 agosto i vincitori al secondo turno.
| Pos. | Nazione     | Atleti                                                             | Tempo  |
| ---- | ----------- | ------------------------------------------------------------------ | ------ |
| 1    | Germania    | Heinrich Zänker, Wolfgang Goedecke Günther Roll, Werner Zschiesche | 7'21"4 |
| 2    | Paesi Bassi | Simon Bon, Egbertus Waller Ansco Dokkum, Paul Maasland             | 7'30"2 |

| Pos. | Nazione | Atleti                                                       | Tempo  |
| ---- | ------- | ------------------------------------------------------------ | ------ |
| 1    | Francia | Émile Lecuirot, Louis Devillié Albert Bonzano, Henri Bonzano | 7'52"0 |

### 2 turno
Si disputò il 6 agosto i vincitori alle semifinale, i perdenti che non hanno disputato il precedente recupero ai recuperi.
| Pos. | Nazione       | Atleti                                                             | Tempo  |
| ---- | ------------- | ------------------------------------------------------------------ | ------ |
| 1    | Gran Bretagna | John Lander, Michael Warriner Richard Beesly, Edward Bevan         | 6'42"4 |
| 2    | Germania      | Heinrich Zänker, Wolfgang Goedecke Günther Roll, Werner Zschiesche | 6'42"4 |

| Pos. | Nazione     | Atleti                                                       | Tempo  |
| ---- | ----------- | ------------------------------------------------------------ | ------ |
| 1    | Stati Uniti | Charles Karle, William Miller George Healis, Ernest Bayer    | 7'12"6 |
| -    | Francia     | Émile Lecuirot, Louis Devillié Albert Bonzano, Henri Bonzano | DNS    |

| Pos. | Nazione | Atleti                                                     | Tempo  |
| ---- | ------- | ---------------------------------------------------------- | ------ |
| 1    | Italia  | Cesare Rossi, Pietro Freschi Umberto Bonadè, Paolo Gennari | 7'01"6 |

### Semifinali
Si disputarono l'8 agosto.
| Pos.   | Nazione     | Atleti                                                     | Tempo  |
| ------ | ----------- | ---------------------------------------------------------- | ------ |
| 1      | Stati Uniti | Charles Karle, William Miller George Healis, Ernest Bayer  | 6'29"4 |
| Bronzo | Italia      | Cesare Rossi, Pietro Freschi Umberto Bonadè, Paolo Gennari | 6'31"6 |

| Pos. | Nazione       | Atleti                                                     | Tempo  |
| ---- | ------------- | ---------------------------------------------------------- | ------ |
| 1    | Gran Bretagna | John Lander, Michael Warriner Richard Beesly, Edward Bevan | 6'50"4 |

### Finale 1 posto
Si disputò il 10 agosto.
| Pos.    | Nazione       | Atleti                                                     | Tempo  |
| ------- | ------------- | ---------------------------------------------------------- | ------ |
| Oro     | Gran Bretagna | John Lander, Michael Warriner Richard Beesly, Edward Bevan | 6'36"0 |
| Argento | Stati Uniti   | Charles Karle, William Miller George Healis, Ernest Bayer  | 6'37"0 |